# Postsicherstellungsgesetz
Das Postsicherstellungsgesetz (PSG) richtet sich an Postunternehmen und bezweckt die Sicherstellung und Zuverlässigkeit einer Mindestversorgung mit Diensten im Bereich der Beförderung von Post. Es ist Teil der Sicherstellungs- und Vorsorgegesetze.

## Inhalt
Das Gesetz stellt allgemein auf die Sicherung dieser Dienste bei erheblichen Störungen ab und nennt insbesondere Krisenfälle, wie Katastrophen, Spannungs- oder Verteidigungsfälle sowie Sabotage oder terroristische Zwischenfälle, aber auch internationale Verpflichtungen (§ 1 Abs. 2 PSG). Während die alte Fassung des Post- und Telekommunikationssicherstellungsgesetzes noch einen Schwerpunkt auf den Spannungs- und Verteidigungsfall legte, orientiert sich das heute geltende Gesetz an den modernen Bedrohungsszenarien des Terrorismus und der Naturkatastrophen und gilt bei erheblichen Störungen der Versorgung.
Das Gesetz benennt die Leistungen, deren Verfügbarkeit sicherzustellen ist (§ 2 Abs. 1 PSG). Neben den Verpflichtungen zur Aufrechterhaltung der Dienste für die Allgemeinheit enthält das Gesetz auch Regelungen über bevorrechtigte Nutzer wie z. B. Verfassungsorgane, Sicherheitsbehörden oder Rettungsdienste (§ 2 Abs. 2 PSG). Dienstleister sind nach dem Gesetz verpflichtet, entsprechende Vorkehrungen zu treffen und Überprüfungen durch die Bundesnetzagentur zu dulden und zu unterstützen (§§ 8 und 10 PSG).
Postunternehmen haben die Feldpost zu unterstützen und dazu nach Vereinbarung mit der Bundeswehr zusammenzuarbeiten (§ 4 PSG).
Das Gesetz fasst die bis April 2011 auf mehrere Verordnungen verstreuten Regelungen zusammen und enthält selbst keine Verordnungsermächtigung. Die früher geltenden Regelungen bzw. dadurch begründete Installationen und Bevorrechtigungen sind für eine Übergangsfrist teilweise weiterhin anzuwenden (§ 12 PSG).

## Frühere Regelungen
Das bis April 2011 gültige Post- und Telekommunikationssicherstellungsgesetz (PTSG) wurde durch das Gesetz zur Neuregelung des Postwesens und der Telekommunikation (PTNeuOG) vom 14. September 1994 geschaffen.
§ 1 PTSG a.F. beschrieb den Zweck wie folgt:
Zweck dieses Gesetzes ist die Sicherstellung einer ausreichenden Versorgung mit Post- und Telekommunikationsdienstleistungen bei einer Naturkatastrophe oder bei einem besonders schweren Unglücksfall, im Rahmen der Notfallbewältigung auf Grund internationaler Vereinbarungen, im Rahmen der Zusammenarbeit mit den Vereinten Nationen, im Rahmen von Bündnisverpflichtungen sowie im Spannungs- und im Verteidigungsfall.
Das Gesetz richtete sich in erster Linie an die Anbieter von Post- und Telekommunikationsdienstleistungen und benannte – im Gegensatz zur ab 2011 geltenden Fassung – noch einzelne Unternehmen (z. B. § 2 PTSG a.F., § 1 PTZSV).
Das PTSG a.F. enthielt zahlreiche Verordnungsermächtigungen. Die darauf begründeten Verordnungen wurden mit Inkrafttreten des neuen PTSG am 1. April 2011 aufgehoben und ihre Regelungen in das neue Gesetz überführt.
Durch das Telekommunikationsmodernisierungsgesetz vom 23. Juni 2021 wurden die bis dahin im PTSG enthaltenen Regelungen zur Sicherstellung der Mindestversorgung im Bereich der Telekommunikation sinngemäß in die §§ 184 bis 190 des Telekommunikationsgesetzes (TKG) überführt und das Gesetz in „Postsicherstellungsgesetz“ umbenannt.

## Belege
1. ↑  Art. 4 G. v. 24. März 2011 (BGBl. I S. 506, 941)